# Río Chillón
Der Río Chillon ist ein 126 km langer Zufluss des Pazifischen Ozeans im Westen von Peru in den Regionen Lima und Callao. Er durchfließt in der Region Lima die Provinzen Canta und Lima.

## Flusslauf
Der Río Chillon entspringt in der peruanischen Westkordillere. Dort hat er seinen Ursprung in einem etwa 4620 m hoch gelegenen kleinen See. Von dort fließt er anfangs 14 km nach Nordnordwesten, bevor er sich auf den folgenden 17 Kilometern nach Westen wendet. Auf seiner restlichen Fließstrecke strömt der Río Chillón in südwestlicher Richtung durch das Gebirge. Die Nationalstraße 20A (Lima–Cerro de Pasco) folgt dabei dem Flusslauf. Entlang dem Flusslauf liegen die Orte Huaros, Canta, San Buenaventura, Santa Rosa de Quives und Yangas. Auf den letzten 20 Kilometern durchquert der Fluss die Küstenebene. Er durchfließt die nördlichen Vororte der Hauptstadt Lima und mündet schließlich am nördlichen Stadtrand von Callao in den Pazifischen Ozean.

## Einzugsgebiet und Hydrologie
Das Einzugsgebiet des Río Chillon erstreckt sich über eine Fläche von 2303 km². Es grenzt im Norden an das des Río Chancay, im Süden an das des Río Rímac. Der mittlere Abfluss beträgt 6,9 m³/s.